# Saulo Sisnando
Saulo Alexandre Picanço Sisnando (Juazeiro do Norte - Ceará, 1978) é escritor, dramaturgo, ator e diretor teatral brasileiro.
Nasceu no Ceará, mas, ainda na década de 1980, mudou-se com a família para Belém, tornando-se um dos mais populares autores do estado do Pará.
Em 2002 e 2003, teve 4 contos premiados e publicados pela Universidade Federal do Pará, são eles: "Lembranças de Paris", "Colares de contas", "Cai o pano" e "Horas silenciosas". Dois anos mais tarde, publicou pela Editora Novo Século, o romance fantástico infanto-juvenil "Puzzle - Tenha fôlego para chegar ao fim!".
Escreveu e dirigiu a Websérie "A solteirona"
No teatro, escreveu os espetáculos "Útero - Fragmentos românticos da vida feminina!" (2007/2010/2011), "popPORN - sete vidas e infinitas possibilidades de corações partidos" (2007/2008/2017), "Cartas para Ninguém" (2008/2009), "Trash - O outro lado do popPORN" (2008), Quatro versus Cadáver (2009/2010), Boa Noite, Cinderela (2010), O Incrível Segredo da Mulher Macaco (2010), O misterioso desaparecimento de Deborah Rope (2011), A Reinvenção do Amor (2014), A Outra Irmã (2017).
Vencedor do Prêmio Literário da Casa das Artes do Governo do Estado do Pará pela dramaturgia "O Príncipe Poeira e a Flor da Cor do Coração
Além de seus textos impressos e espetáculos teatrais, assina também as colunas Tirando o Mofo, na revista virtual Adorocinema.com, e as colunas de cinema das revistas Living – Leal Moreira e De.Lovely. Como ator, ele participou de montagens como “Paixão Barata & Madalenas”, “Valsa de Sangue”, “Aurora da Minha Vida” e “À flor da pele”.

## Livros
- "Puzzle - Tenha fôlego para chegar ao fim!" - (2005, Editora Novo Século)

## Teatro

### Como ator
- "Paixão Barata & Madalenas", direção de Karine Jansen e Wlad Lima (2001/2002)
- "A aurora da minha vida", direção Miguel Santa Brígida (2002 e 2006/2007)
- "Valsa de sangue", direção Miguel Santa Brígida (2002/2003)
- "À flor da pele", Companhia de teatro Madalenas (2003/2004)
- "Útero - Fragmentos românticos da vida feminina", direção de Pauli Banhos
- "popPORN - sete vidas e infinitas possibilidades de corações partidos" - direção e texto de Saulo *Sisnando
- "Cartas para Ninguém" - direção e texto de Saulo Sisnando
- "Trash - o outro lado do popPORN" - Texto e direção de Saulo Sisnando

### Como autor
- "Útero - Fragmentos românticos da vida feminina" (2007)
- "popPORN - sete vidas e infinitas possibilidades de corações partidos" - Versão paraense *(2007/2008)
- "popPORN - sete vidas e infinitas possibilidades de corações partidos" - Versão carioca - Direção: *Luciana Malcher(2008)
- "Cartas para Ninguém" (2008)
- "Trash - o outro lado do popPORN" (2008)
- "As Ruminantes" - 2009 (exclusivamente em São Paulo)

### Como diretor
- "popPORN - sete vidas e infinitas possibilidades de corações partidos" - (2007/2008)
- "Cartas para Ninguém" (2008)
- "Trash - o outro lado do popPORN" (2008)

## Colunas
- Tirando o Mofo - Revista virtual "Adorocinema.com"
- Cinema - Revista LIVING/LEAL MOREIRA
- Cinema - Revista De.Lovely